# Fernando Domingo de Letrán

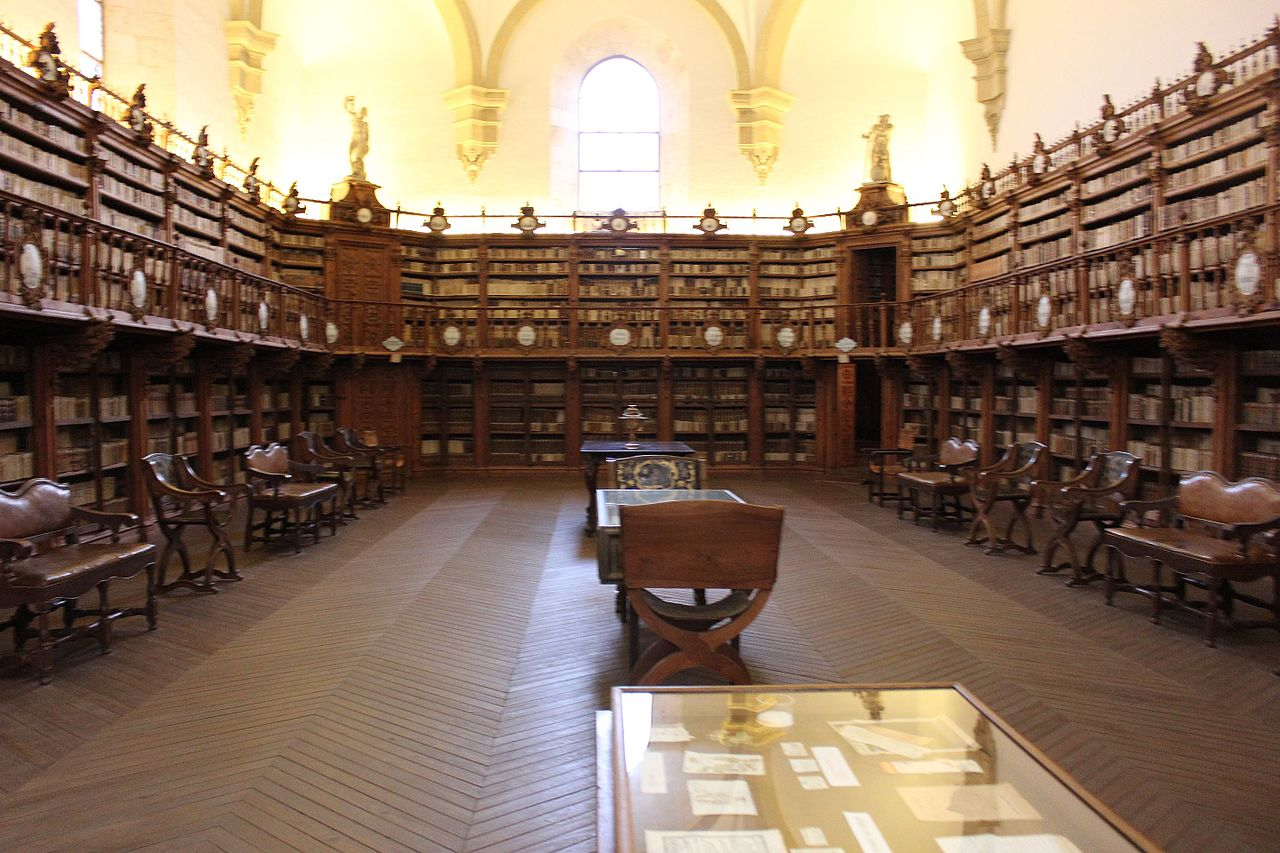
Biblioteca de la Universidad de Salamanca

Fernando Domingo de Letrán (Toledo, 1521- Salamanca, 1599) fue un teólogo, profesor y doctor español. Custodió la biblioteca de la Universidad de Salamanca desde 1562 hasta su muerte. Es nombrado en La dama boba de Lope de Vega, cuando Liseo dice: «Aguardara que se guise es pensarque a media noche llegamos; y un desposado, Domingo de Letrán, Fernando de nombre, ha de llegar cuando puedalucir».